# Lars Risholm
Lars Gunnar Risholm, född 17 september 1920 i Stockholm, död 16 juli 1993, var en svensk läkare.
Risholm, som var son till disponent Gunnar Risholm och Signe Jansson, avlade studentexamen i Göteborg 1938, blev medicine kandidat vid Uppsala universitet 1941, medicine licentiat 1946 och medicine doktor där 1954. Han blev biträdande lärare i kirurgi vid Uppsala universitet 1954, docent i kirurgi där samma år, vid Göteborgs universitet 1961. Han blev tillförordnad provinsialläkare 1945, underläkare vid kirurgiska kliniken på Akademiska sjukhuset 1946, andre underläkare vid kirurgiska avdelningen på Karlskoga lasarett 1948, underläkare vid anestesiavdelningen på Karolinska sjukhuset 1949, förste underläkare vid kirurgiska kliniken på Akademiska sjukhuset 1950, var biträdande överläkare där 1954–1959, vid kirurgiska kliniken på Karlstads lasarett 1959–1961, vid kirurgiska kliniken I på Sahlgrenska sjukhuset 1961–1963, klinisk lärare i kirurgi vid kirurgiska kliniken II 1963–1966 och överläkare vid kirurgiska kliniken på Halmstads centrallasarett sedan 1967. Han utgav skrifter i kirurgi, anestesiologi och fysiologi.